# مجموعه سهل بن علی
مجموعه سهل بن علی مربوط به سدهٔ ۸ ه.ق است و در یزد، خیابان امام (ره) واقع شده و این اثر در تاریخ ۸ خرداد ۱۳۷۸ با شمارهٔ ثبت ۲۳۴۰ به‌عنوان یکی از آثار ملی ایران به ثبت رسیده است.